# Podpeč (gmina Brezovica)
Podpeč – wieś w Słowenii, w gminie Brezovica. W 2018 roku liczyła 582 mieszkańców.